# Električni generator
Eléktrični generátor je električni stroj, ki pretvarja mehansko energijo v električno. Mehansko energijo zagotavlja pogonski stroj (parni stroj, vodna, parna, plinska ali vetrna turbina, motor z notranjim zgorevanjem ...).
Za odkritelje dinamoelektričnega stroja veljajo Madžar Ányos Jedlik, Nemec Ernst Werner von Siemens ter Angleža Charles Wheatstone in Samuel Alfred Varley. Francoski izdelovalec inštrumentov Hippolyte Pixii je po Faradayevih načelih zgradil prvi dinamo leta 1832. Dinamo je bil osnova tudi za kasnejše stroje na izmenični tok.

## Delovanje
Vsi električni generatorji (razen elektrostatičnih, kot npr. Van de Graaffov generator) delujejo na principu električne indukcije, kjer nastane električna napetost, ko tokovodnik seka silnice magnetnega polja. Magnetno polje pri manjših generatorjih zagotavljajo trajni magneti, pri večjih enotah pa so bolj pogosti elektromagneti, ki pa potrebujejo dodaten vir toka za vzbujanje. Pri modernih izmeničnih generatorjih vzbujalni tok zagotavlja ločen zunanji vir (enosmerni generator ali usmernik), pri enosmernih generatorjih pa je vzbujalni tokokrog lahko spojeno tudi navitje indukta (tj. navitje, v katerem se inducira napetost). Ker je vzbujalni tok precej manjši od toka v induktu, je vzbujalni tokokrog navadno nameščen na rotor generatorja, saj drsni obroči niso primerni za prevajanje velikega toka. Nasprotno je pri generatorju enosmerne napetosti, kjer komutator, nameščen na rotorju zagotavlja pretvorbo izmeničnega v enosmerni tok, vzbujalno navitje nameščeno na statorju, indukt pa na rotorju.
Delovanje generatorjev je v splošnem ravno obratno, kot delovanje elektromotorjev.